# Coupe Challenge masculine de handball 2012-2013
Navigation
Coupe Challenge 2011-2012 Coupe Challenge 2013-2014
La Coupe Challenge masculine de handball 2012-2013 est la 20e édition de la Coupe Challenge. Depuis cette édition, elle est troisième dans la hiérarchie des compétitions européennes masculines en raison de la disparition de la Coupe d'Europe des vainqueurs de coupe.
Elle a vu le club biélorusse du SKA Minsk l'emporter en finale face au club luxembourgeois du Handball Esch.

## Tours préliminaires

### Qualifications
Les deux premières équipes de chaque groupe sont qualifiées pour le troisième tour.

#### Groupe A
Le tournoi est organisé par le Põlva Serviti en Estonie :
|   | Équipe                   | Pts | J | G | N | P | Bp  | Bc  | Diff |
| - | ------------------------ | --- | - | - | - | - | --- | --- | ---- |
| 1 | Initia HC Hasselt        | 6   | 3 | 3 | 0 | 0 | 100 | 65  | 35   |
| 2 | Põlva Serviti            | 4   | 2 | 2 | 0 | 2 | 74  | 63  | 11   |
| 3 | OCI Limburg Lions Geleen | 2   | 2 | 1 | 0 | 2 | 86  | 72  | 14   |
| 4 | Mavrommatis Ayiou Pavlou | 0   | 2 | 0 | 0 | 3 | 50  | 110 | -60  |

| 12 octobre 2012 à 18h00 | Põlva Serviti            |  | 22-19 |  | OCI Limburg Lions Geleen |
| 12 octobre 2012 à 20h30 | Initia HC Hasselt        |  | 37-19 |  | Mavrommatis Ayiou Pavlou |
| 13 octobre 2012 à 15h30 | OCI Limburg Lions Geleen |  | 39-20 |  | Mavrommatis Ayiou Pavlou |
| 13 octobre 2012 à 18h00 | Initia HC Hasselt        |  | 33-18 |  | Põlva Serviti            |
| 14 octobre 2012 à 11h30 | Initia HC Hasselt        |  | 30-28 |  | OCI Limburg Lions Geleen |
| 14 octobre 2012 à 14h00 | Põlva Serviti            |  | 34-11 |  | Mavrommatis Ayiou Pavlou |

#### Groupe B
Le tournoi est organisé par l'HC Olimpus-85 Chișinău (en) en Moldavie :
|   | Équipe                 | Pts | J | G | N | P | Bp  | Bc  | Diff |
| - | ---------------------- | --- | - | - | - | - | --- | --- | ---- |
| 1 | HC Klaipėda Dragūnas   | 6   | 3 | 3 | 0 | 0 | 125 | 69  | 56   |
| 2 | SPE Strovolos Nicosie  | 4   | 3 | 2 | 0 | 1 | 89  | 69  | 20   |
| 3 | HC Olimpus-85 Chișinău | 2   | 3 | 1 | 0 | 2 | 87  | 74  | 13   |
| 4 | Ruislip Eagles HC      | 0   | 3 | 0 | 0 | 3 | 59  | 128 | -69  |

| 12 octobre 2012 à 17h15 | HC Olimpus-85 Chișinău |  | 40-18  |  | Ruislip Eagles HC      |
| 12 octobre 2012 à 19h45 | HC Klaipėda Dragūnas   |  | 29-21  |  | SPE Strovolos Nicosie  |
| 13 octobre 2012 à 17h15 | HC Klaipėda Dragūnas   |  | 29 -24 |  | HC Olimpus-85 Chișinău |
| 13 octobre 2012 à 19h45 | SPE Strovolos Nicosie  |  | 41 -17 |  | Ruislip Eagles HC      |
| 14 octobre 2012 à 11h30 | HC Klaipėda Dragūnas   |  | 47 -24 |  | Ruislip Eagles HC      |
| 14 octobre 2012 à 14h00 | SPE Strovolos Nicosie  |  | 27 -23 |  | HC Olimpus-85 Chișinău |

### Premier tour
Le tirage au sort a eu lieu le 24 juillet 2012 à Vienne.
| Date Aller       | Nation | Club                      | Aller   | Total   | Retour  | Club                    | Nation | Date Retour       |
| ---------------- | ------ | ------------------------- | ------- | ------- | ------- | ----------------------- | ------ | ----------------- |
| 24 novembre 2012 |        | RK Sutjeska               | 18 - 30 | 52 - 53 | 34 - 23 | Initia HC Hasselt       |        | 25 novembre 2012  |
| 24 novembre 2012 |        | BB Ankaraspor             | 33 - 16 | 59 - 38 | 26 - 22 | HK Spartak Varna        |        | 25 novembre 2012  |
| 24 novembre 2012 |        | Drammen HK                | 38 - 29 | 60 - 54 | 22 - 25 | HC Portovik Youjne      |        | 1er décembre 2012 |
| 24 novembre 2012 |        | HC Klaipėda Dragūnas      | 27 - 22 | 51 - 51 | 24 - 29 | ZTR Zaporijia           |        | 1er décembre 2012 |
| 24 novembre 2012 |        | ŽRK Radnički Kragujevac   | 38 - 25 | 71 - 51 | 33 - 26 | Pas Aeropos Edessas     |        | 1er décembre 2012 |
| 24 novembre 2012 |        | KH Prishtina              | 28 - 24 | 50 - 55 | 22 - 31 | Handball Esch           |        | 1er décembre 2012 |
| 24 novembre 2012 |        | Põlva Serviti             | 32 - 37 | 56 - 73 | 24 - 36 | SKA Minsk               |        | 2 décembre 2012   |
| 24 novembre 2012 |        | HRK Izviđač Ljubuški      | 30 - 25 | 57 - 55 | 27 - 30 | Maliye Milli Piyango SK |        | 2 décembre 2012   |
| 27 novembre 2012 |        | RK Ovče Pole Sveti Nikolé | forfait | forfait | forfait | IL Runar                |        | 27 novembre 2012  |
| 15 décembre 2012 |        | Maccabi Tel-Aviv          | 26 - 25 | 48 - 57 | 22 - 32 | SPE Strovolos Nicosie   |        | 16 décembre 2012  |

### Deuxième tour
Au dix clubs qualifiés à l'issue du premier tour s'ajoutent six équipes directement qualifiées :
- AC Doukas
- PAOK Salonique
- Pallamano Pressano
- KS Azoty-Puławy
- CSU Suceava
- RK Spartak Vojput

Le tirage au sort du deuxième tour a eu lieu le 16 décembre 2012 à Vienne :
| Date Aller      | Nation | Club                 | Aller   | Total    | Retour  | Club                    | Nation | Date Retour     |
| --------------- | ------ | -------------------- | ------- | -------- | ------- | ----------------------- | ------ | --------------- |
| 16 février 2013 |        | Drammen HK           | 41 - 20 | 75 - 42  | 34 - 22 | HRK Izviđač Ljubuški    |        | 23 février 2013 |
| 16 février 2013 |        | IL Runar             | 36 - 26 | 68 - 57  | 32 - 31 | PAOK Salonique          |        | 23 février 2013 |
| 16 février 2013 |        | CSU Suceava          | 35 - 34 | 67 - 59  | 32 - 25 | SPE Strovolos Nicosie   |        | 23 février 2013 |
| 16 février 2013 |        | SKA Minsk            | 39 - 25 | 67 - 59  | 28 - 20 | Pallamano Pressano      |        | 24 février 2013 |
| 16 février 2013 |        | BB Ankara Spor       | 29 - 23 | 54 - 51  | 25 - 25 | AC Doukas               |        | 24 février 2013 |
| 17 février 2013 |        | Handball Esch        | 34 - 26 | 54 - 53  | 20 - 27 | RK Spartak Vojput       |        | 23 février 2013 |
| 17 février 2013 |        | Initia HC Hasselt    | 21 - 21 | 50* - 50 | 29 - 29 | KS Azoty-Puławy         |        | 23 février 2013 |
| 23 février 2013 |        | HC Klaipėda Dragūnas | 30 - 28 | 53 - 55  | 23 - 27 | ŽRK Radnički Kragujevac |        | 23 février 2013 |

* L'Initia HC Hasselt est qualifié selon la règle du nombre de buts marqués à l'extérieur.

## Phase finale

### Quarts de finale
| Date Aller   | Nation | Club              | Aller   | Total   | Retour  | Club                    | Nation | Date Retour  |
| ------------ | ------ | ----------------- | ------- | ------- | ------- | ----------------------- | ------ | ------------ |
| 17 mars 2013 |        | Initia HC Hasselt | 26 - 28 | 53 - 56 | 27 - 28 | Handball Esch           |        | 23 mars 2013 |
| 16 mars 2013 |        | BB Ankara Spor    | 33 - 36 | 60 - 66 | 27 - 30 | CSU Suceava             |        | 23 mars 2013 |
| 22 mars 2013 |        | SKA Minsk         | 42 - 29 | 70 - 49 | 28 - 20 | ŽRK Radnički Kragujevac |        | 23 mars 2013 |
| 16 mars 2013 |        | Drammen HK        | 28 - 29 | 60 - 67 | 32 - 38 | IL Runar                |        | 23 mars 2013 |

### Demi-finales
| Date Aller    | Club        | Aller   | Total   | Retour  | Club          | Date Retour   |
| ------------- | ----------- | ------- | ------- | ------- | ------------- | ------------- |
| 20 avril 2013 | CSU Suceava | 23 - 21 | 47 - 48 | 24 - 27 | Handball Esch | 27 avril 2013 |
| 20 avril 2013 | IL Runar    | 29 - 32 | 60 - 65 | 31 - 33 | SKA Minsk     | 28 avril 2013 |

### Finale
| Date Aller  | Club      | Aller   | Total   | Retour  | Club          | Date Retour |
| ----------- | --------- | ------- | ------- | ------- | ------------- | ----------- |
| 18 mai 2013 | SKA Minsk | 31 - 26 | 63 - 50 | 31 - 24 | Handball Esch | 25 mai 2013 |

## Les champions d'Europe
| Champion d'Europe - Coupe Challenge 2013 SKA Minsk 1er titre |